# 施坦斯
施坦斯，又譯史坦斯，是瑞士的一個镇，下瓦爾登州的首府所在地。人口7,300，其中12%是外國人（2002年）。面積約11平方公里。在1172年第一次見於記載。當地知名的旅游景點有施坦斯峰（Stanserhorn）及其度假區。這里也有瑞士最古老的高山鐵路。

## 地理
施坦斯位于施坦斯峰和布奥豪瑟峰之间，同时也位于布尔根施托克峰的西侧山脚下。施坦斯西北的城镇安内特摩斯、施坦斯斯塔德和安内特比尔根都位于卢塞恩湖的南岸。
施坦斯土地中，43.7%为农业用地，36.5%为森林和树林，17.2%为住宅用地，剩下的2.6%为非生产用地。

## 历史
当地最早发现的人类遗迹是在公元前2世纪左右的高卢-罗马的火葬（柴堆）遗迹。施坦斯这个名字来源于拉丁语的stagnum，意为“池塘”或者“死水”。
公元7-8世纪，阿勒曼尼人在当地定居。公元前750年，第一座教堂在当地建成。这座教堂一直是整个英格堡地区的教区教堂，而且历经多次扩建，直到1647年被另外一座教堂取代。
1172年，第一次在文献中提到了当地的社区。1291年，下瓦尔登作为翁特瓦尔登州的一部分，与乌里州、施维茨州组建了最早的三州同盟，也就是瑞士邦联的前身。此时施坦斯已经是下瓦尔登州的首府了。
1386年森帕赫战役中，传说一名来自施坦斯的士兵阿诺德·冯·温克里德舍身冲到了哈布斯堡军队的长矛上，并最终鼓舞瑞士人取得大胜。1477年瑞士在勃艮第战役中取得胜利后，邦联内部发生了严重的冲突，城市州希望获得更多的利益，因为他们提供了更多的军队，遭到希望平分利益的乡村州的反对。1481年，各州的领导人在施坦斯进行会面商讨解决方案，最终无疾而终。内战似乎不可避免，但最终被当地的隐士尼克劳斯·冯·德·弗吕劝服，形成了一个施坦斯条约（Stanser Verkommnis）的和平协议，该条约中接纳了弗里堡和索洛图恩州加入邦联。
中世纪，施坦斯周围有七座塔楼作为防御工事。1713年，施坦斯因为一场大火烧毁了三分之二的城镇。重建过程中要求村镇广场（Dorfplatz）保持开放并且禁止在广场上施工。之后巴洛克式的房屋和市政厅在广场四周建立起来。
1798年，施坦斯拒绝通过拿破仑颁布的赫尔维蒂共和国宪法，因此遭到了法国军队的袭击。袭击过后，很多下瓦尔登州的儿童流离失所，他们被收养进瑞士著名教育家约翰·裴斯泰洛齐的孤儿院。裴斯泰洛齐将一座废弃的修道院改建成孤儿院，但是仅仅过了一年，这座孤儿院就被法国军队强征了。
1845年，下瓦尔登州和施坦斯决定加入独立联盟，1847年爆发瑞士内战，独立联盟失败后解散。
1893年，施坦斯终于通过蒸汽渡轮与卢塞恩的铁路网络相连。1964年，卢塞恩-施坦斯-恩格尔贝格铁路开通。1966年，横贯瑞士南北的A2高速公路穿过施坦斯。
虽然施坦斯是下瓦尔登的首府，但是下瓦尔登的州民大会一直在附近的奥伯多夫Oberdorf举行，并在1997年被废除。

## 外部連結
- 市公所網站 （德文）